# Marina Mercante Venezolana
La Marina Mercante Venezolana el gremio que agrupa a los oficiales de la Marina Mercante Venezolana, ya sean los Oficiales formados anteriormente, como Licenciados en Ciencias Náuticas, y los actuales Ingenieros Marítimos (los graduados y los que se encuentran en proceso de formación); la carrera mercante consta de dos menciones (Navegación y Máquinas), cada una de la cual dará una función determinada al Oficial cuando esté a bordo de cada buque o barco traído de Diques y Astilleros del mundo.
"Un sistema o unidad cohesionada de buques, puertos, empresas navieras, gente de mar y actividades conexas que permiten la realización del Transporte Marítimo de cargas y pasajeros" Ahora bien, el Transporte Marítimo, tal como lo conocemos en la actualidad, va más allá de la simple movilización de carga por mar desde un puerto de origen a otro de destino. El Transporte Marítimo es ante todo "un transporte de masas, capaz de trasladar a largas distancias grandes tonelajes de mercancías, con tarifas de fletes relativamente bajas, adaptándose a todas las categorías de demanda que exige el Comercio Internacional".
La Marina Mercante es una organización mundial, civilmente constituida con personalidad jurídica sin fines políticos, conformada por la integración de diversos buques sin armamento, maniobrados por profesionales cualificados en gestión y operaciones acuáticas certificados por la Organización Marítima Internacional (brazo ejecutor de las Naciones Unidas ONU) para ser utilizados en actividades económicas destinados al transporte y distribución de productos o pasajeros entre puertos marítimos, lacustres y fluviales de manera universal a fin de satisfacer sus demandas comerciales.

## Marco jurídico
Según la ley venezolana, a través de la Ley General de Marina y Actividades Conexas:

Capítulo II. De los Buques

Se entiende por Buque toda construcción flotante apta para navegar por agua,
cualquiera sea su clasificación y dimensión que cuente con seguridad,
flotabilidad y estabilidad. Toda construcción flotante carente de medio de propulsión, se considera accesorio de navegación.
Ley General de Marina y Actividades Conexas, Artículo 17°color

Una decisión del Tribunal Supremo de Justicia de la República Bolivariana de Venezuela, en un Avocamiento de la Sala Accidental de Casación Civil, cuyo ponente fue el Magistrado Carlos Oberto Vélez, Expediente Nº 2003-000907 de fecha 15 de abril de 2004, sentencia de manera definitiva, que:
“...Por vía de consecuencia, las gabarras, que son construcciones flotantes aptas para navegar y siempre están destinadas a la navegación son, en todo momento buques...”.

## El Rol de la Marina Mercante en el Desarrollo de Venezuela
Venezuela es un país con vastos territorios marítimos que brindan al país frontera política con diferentes países; la Marina Mercante viene a desempeñar un rol importante para el movimiento de cargas de combustible y petróleo de Venezuela hacia el mundo. No obstante el país también podría llevar infinidad de productos derivados hacia sus países socios, a través de las exportaciones vía marítima. Cabe destacar que la Compañía Anónima Venezolana de Navegación (CAVN) brindó a Venezuela una importancia estratégica para el transporte, comercialización y transferencias de cargas, desde Venezuela hacia el resto de América del Sur y América del Norte.

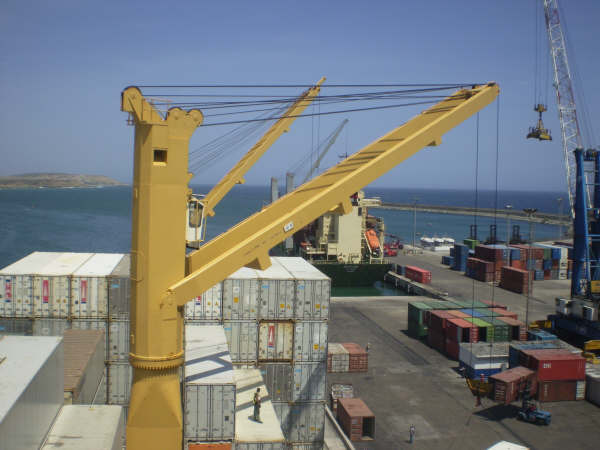
Actividad Mercante en el Puerto de La Guaira.

## Formación Académica de Excelencia
Los Marinos Mercantes se forman en la Universidad Marítima del Caribe (UMC), sin que ello no impida que actualmente se formen Marinos Mercantes de otros países del Caribe, ya que esta institución coopera con la educación caribeña, abriendo sus puertas a estudiantes de diferentes países.

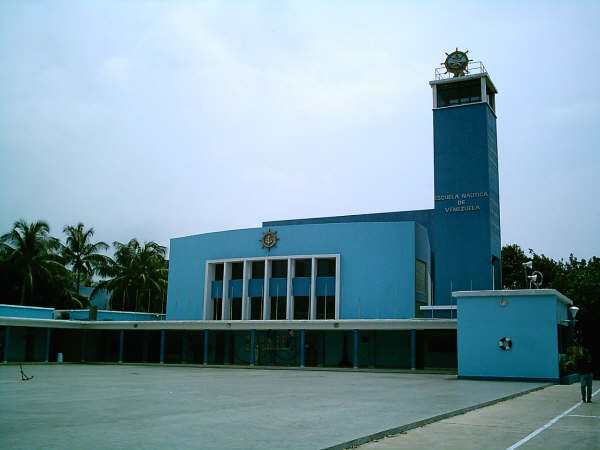
Patio de Honor de la Universidad Marítima del Caribe.

La Universidad es la punta de lanza para que la Marina Mercante recupere sus espacios naturales. Cabe mencionar en Venezuela la actividad Mercante se separó de la actividad Militar desde 1944 según la Ley, sin embargo esto no se cumplió debido a las tendencias militaristas de todos los gobiernos venezolanos. Actualmente la pugna continua, y la Marina Mercante busca retomar sus espacios, trabajando con conocimientos, eficiencia y compromiso de convertir a Venezuela en una potencia marítima mundial.
PreGrado En Ingeniería Marítima
Descripción:
El Ingeniero Marítimo - Oficial de la Marina Mercante es un profesional con las competencias requeridas para funciones a bordo de las unidades mercantes en las especialidades de operaciones marinas(carga,descarga,navegación y administración del buque)e instalaciones marinas(mantener la operatividad de los equipos de a bordo);cumpliendo con los estándares internacionales exigidos por la Organización Marítima Internacional(OMI).Sus actividades están relacionadas con el comercio de productos vía marítima con el resto de los países del mundo.
Campo de Trabajo:
Empresas Navieras a bordo de buques mercantes; instalaciones portuarias, terminales petroleros; terminales de contenedores, de operaciones portuarias; corretaje marítimo; astilleros navales; capitanías de puertos; pilotaje; administración marítima; transporte multimodal.
LOE OPSU
El Ingeniero Marítimo, egresado de la Universidad Marítima del Caribe, es un profesional altamente capacitado para desenvolverse eficazmente en todo lo referente al mundo del transporte marítimo. Después de pasar cuatro (4) años en aulas y un (1) año en pasantías profesionales a bordo de unidades mercantes egresa, además, con todas las competencias necesarias establecidas por la Organización Marítima Internacional, OMI, en el Convenio Internacional sobre Normas de Formación, Titulación y Guardia.
El Ingeniero Marítimo es un profesional capacitado para realizar guardias a bordo de unidades mercantes de cualquier dimensión, planificar, dirigir y ejecutar travesías marítimas de ultramar, realizar las maniobras del buque, vigilar el embarque, estiba, sujeción y desembarco de la carga así como también, organizar y ejecutar la operación y el mantenimiento preventivo y correctivo de todas las maquinarias, tanto propulsoras como auxiliares, y demás equipos a bordo de los buques. Así mismo, este profesional está capacitado en todo lo concerniente a la seguridad marítima a bordo y protección del medio ambiente marino.Programa Nacional de Formación de Técnicos Superiores Universitarios en Transporte Acuático
1.- Técnicos Superiores Universitarios en Transporte Acuático
El Ministerio de Educación Superior (M.E.S.), La Universidad Nacional Experimental Marítima del Caribe (U.M.C.), en conjunto con el Instituto Nacional de Espacios Acuático (I.N.E.A.) han tenido la disposición de crear un Programa Nacional de Formación de Técnicos Superiores Universitarios en el área de Transporte Acuático, siendo la Misión Sucre la plataforma para dar la oportunidad de profesionalizar a aquellas personas que ya poseen experiencia en el área marítima, como son los Oficiales y Capitanes Costaneros, así como también a los bachilleres interesados en ser parte de la Marina Mercante Venezolana.
Este programa de formación se sustenta sobre un nuevo modelo educativo capaz de generar y aplicar conocimiento pertinente, relevante y creativo para realizar aportes significativos a la vida nacional, contemplando el uso de modalidades de estudios como Educación Presencial y Educación a Distancia , a fin de que los Oficiales y Capitanes Costaneros que se encuentren navegando estén en capacidad de obtener un título universitario.
2.- Direccionalidad del Programa
El Programa Nacional de Formación de Técnicos Superiores Universitarios en Transporte Acuático está principalmente dirigido a aquellas personas que han trabajado en embarcaciones de apoyo y cabotaje a lo largo de nuestras costas venezolanas, con los títulos respectivos de la Marina Mercante : Patrón de Segunda, Patrón de Primera, Capitán Costanero, Motorista de Segunda y Motorista de Primera, y a bachilleres que estén interesados en formar parte de la Marina Mercante Venezolana.
3.- Modalidades de Estudio
En el pasado los Oficiales se formaban en la Escuela Náutica de Venezuela, institución que a partir del 7 de julio de 2000 se convierte en la Universidad Marítima del Caribe. (Véase UMC)
- Oficial en Navegación: es el encargado de trazar las rutas marítimas a seguir, debe encargarse de todos los documentos y certificados que necesite el buque (cada tipo de embarcación diferente requiere certificados específicos que garantizan su correcto funcionamiento). Tiene la responsabilidad de gestionar el correcto funcionamiento de la embarcación, así como la correcta implantación de las normas internacionales (Véase Convenio Internacional para la Seguridad de la Vida Humana en el Mar).

- Oficial de Máquinas: es el encargado de garantizar el buen funcionamiento de todos los equipos a bordo, su trabajo va desde mantenimiento preventivo de equipos hasta reparaciones de envergadura. Sus labores siempre tienen un compromiso especial con el medio ambiente. El maquinista es un profesional con una actualización muy constante en sus conocimientos, debido a que las embarcaciones tienen muchos tipos diferentes de propulsión, además de ser esto una parte muy cambiante en la Ingeniería de las embarcaciones, debido a que constantemente se buscan soluciones más eficientes, y amigables con el ambiente.

Presencial: dirigido a los bachilleres que no tienen experiencia en el área marítima y necesitan de las clases presénciales para adquirir los conocimientos mínimos que le permitan formar parte de la tripulación de un buque.
A Distancia: dirigido a las personas que posean títulos de Oficiales Costaneros (Patrón de Segunda, de Primera y Capitán Costanero, Motorista de Segunda y de Primera).
En esta modalidad no será necesario que el alumno esté en un aula ya que la formación se impartirá a través de Internet por medio del Sistema de Aprendizaje Interactivo a Distancia (SAID) de la Universidad Marítima del Caribe.
4.- Requisitos para entrar en el Programa Nacional de Formación de Técnico Superior Universitario en Transporte Acuático
Modalidad Presencial:
- Estar inscrito en la Misión Sucre correspondiente a su jurisdicción.
- Título de Bachiller en original y copia en fondo negro.
- Notas Certificadas de Educación Media y Diversificada en original y copia.
- Partida de Nacimiento reciente, en original y copia.
- Fotocopia de la Cédula de Identidad.
- Seis (6) fotografías de frente, tipo carnet fondo azul.

Modalidad a Distancia:
• Estar inscrito en la Misión Sucre correspondiente a su jurisdicción.
- Título de Bachiller en original y copia en fondo negro.
- Notas Certificadas de Educación Media y Diversificada en original y copia.
- Partida de Nacimiento reciente, en original y copia.
- Fotocopia de la Cédula de Identidad.
- Seis (6) fotografías de frente, tipo carnet fondo azul.
- Fotocopia del Título correspondiente a la Marina Mercante. (Mínimo Patrón de Segunda y Motorista de Segunda).
- Fotocopia de la Cédula Marina.

## Grados
Títulos de la Marina Mercante en Venezuela:
Artículo 245° Ley de Marinas y Actividades Conexas Gaceta Oficial N° 6.153 de la República Bolivariana de Venezuela, Decreto N° 1.445 del 18 de noviembre de 2014.
| NAVEGACION                    | MAQUINAS                    |
| ----------------------------- | --------------------------- |
| Capitán de Altura             | Jefe de Máquinas            |
| Primer Oficial de Navegación  | Primer Oficial de Máquinas  |
| Segundo Oficial de Navegación | Segundo Oficial de Máquinas |
| Tercer Oficial de Navegación  | Tercer Oficial de Máquinas  |
| Capitán Costanero             | Motorista de Primera        |
| Patrón de Primera             | Motorista de Segunda        |
| Patrón de Segunda             |                             |
| Patrón Artesanal              |                             |

## Internacionalización de la Carrera
La formación del Marino Mercante tiene las particularidades de cada país emisor del profesional, sin embargo el Marino Mercante debe cumplir también con un estándar internacional, como lo establece La Organización Marítima Internacional (Véase Organización Marítima Internacional), a través del Convenio Internacional sobre Normas de Formación, Titulación y Guardia de la Gente de Mar, mejor conocido como STCW 78/95 (Standards of Training, Certification and Watchkeeping, siendo 78 y 95 una referencia al año de aprobación y enmienda; respectivamente).

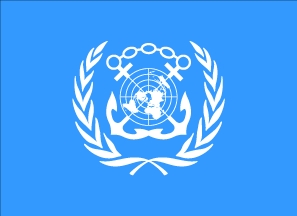
Bandera de la OMI.

Para dar cumplimiento a esta norma, se dictan durante la carrera los Cursos OMI; los cuales incorporados como asignaturas al pensum desarrollan los objetivos del Convenio STCW 78/95, capacitando al estudiante a responder ante una emergencia o situación riesgosa a bordo.
Los cursos OMI van desde las teorías de la gestión de la seguridad, manejo de radares, planos de estiba, hasta prácticas de combate contra incendios, primeros auxilios y supervivencia en la mar. Es importante destacar que todo el Pensum de estudio consta de los cursos, estando organizados por prioridad en el aprendizaje y por concordancia con las asignaturas de cada semestre.

## PDV Marina, la Flota Mercante de Venezuela
PDV Marina es la empresa estatal filial de PDVSA que se encarga de la distribución y transporte marítimo de los hidrocarburos y sus derivados. Esta empresa de transporte consta actualmente de varios buques extranjeros en condición de flete (véase Alquiler), debido a que las necesidades de transporte de PDVSA han ido aumentando, en consecuencia de la política de diversificación de mercados, que adelanta la empresa.
No obstante, PDV Marina ha diseñado un proceso de largo plazo para adiestrar a muchos pasantes de la carrera de Ingeniería Marítima, debido a la compra de 42 nuevos buques; para así aumentar su capacidad de transporte y eliminar los fletes a terceras empresas. Las nuevas embarcaciones son tipo Panamax, y están siendo construidas en diferentes astilleros del mundo, debido a la cantidad y a la demanda mundial de construcción de embarcaciones.
Los buques de PDV Marina no sólo realizan viajes de Venezuela a puertos extranjeros, también mantienen una red de suministro de petróleo y derivados, mediante navegación de cabotaje; además de traer petróleo de terceros países para refinarlo en Venezuela, y reenviarlo a los países de origen.